# Діяльність СБУ в період президентства Віктора Януковича
В період президентства Віктора Януковича (лютий 2010 — лютий 2014) в Службі безпеки України практично повністю згорнули роботу із протидії російським спецслужбам; основні ворожі агентурні мережі ФСБ РФ і ГРУ ГШ ВР РФ у регіонах були сформовані в період саме з 2010 по 2013 рр, а із призначенням головою СБУ Хорошковського  були змінені пріоритети в діяльності СБУ,- «пріоритетний» Перший відділ «переключився» із протидії російським спецслужбам на роботу проти США, а Росією став займатися кардинально скорочений Четвертий відділ, при цьому масштаби контррозвідувальної діяльності в східних регіонах України були значно зменшені.

## Факти зловживань та переслідувань громадян України з боку СБУ
В 2010 році за участь в політичних та громадських акціях студентів масово викликали до Служби безпеки України «на профілактичну розмову».
В травні 2010 року ректорат Українського Католицького Університету заявив що Служба Безпеки України чинить тиск на студентів і викладачів цього навчального закладу.
В червні 2010 року прикордонники за вказівкою СБУ вручили постанову про недопуск на територію України Ніко Ланґе, керівника представництва Фонду Конрада Аденауера в Україні, котрий в свою чергу заснований Християнсько-демократичним союзом — правлячою політичною партією Німеччини, яку очолює канцлер Ангела Меркель. Скандал з Ніко Ланґе відбувся на фоні підготовки візиту Віктора Януковича до Німеччини, де у серпні планувалася його зустріч з канцлером Ангелою Меркель. Після десятигодинного перебування в транзитній зоні у приміщенні серед оголошених до депортації іноземців, йому таки дозволили в'їзд в Україну.
8 вересня 2010 року працівники СБУ затримали директора Львівського Національного музею меморіалу пам'яті жертв окупаційних режимів «Тюрма на Лонцького» Руслана Забілого. Підставою для затримання Забілого, за словами службовців, стала усна вказівка керівника Служби Валерія Хорошковського. Забілий вважав, що голова СБУ Валерій Хорошковський намагався перешкодити розповсюдженню і поширенню розсекречених матеріалів про діяльність УПА. За словами екс-директор архіву СБУ Володимира В'ятровича, працівники спецслужби «не лише намагаються приховувати злочини сталінізму, але й використовувати його практику сьогодні, наче за вікном не 2010, а 1937». Сергій Грабовський вважав це прагненням запровадити в Україні модель «керованої історичної свідомості».
В вересні 2010 року активісти громадської організації «Демократичний альянс» вимагали від СБУ припинити «радянську практику проведення неофіційних зустрічей та профілактичних бесід з метою тиску, залякування, впливу та втручання у функціонування об'єднання громадян».
18 лютого 2011 року з поїзда N63, що прямував з Харкова до Києва був викрадений уночі палестинець Абу-Сісі, одружений з українською громадянкою, яка й повідомила Агентство ООН у справах біженців про зникнення чоловіка. Згодом Ізраїль повідомив, що Абу-Сісі знаходиться в ізраїльській в'язниці. Німецький журнал Der Spiegel із посиланням на власні джерела стверджував, що палестинця Дірара Абу-Сісі ізраїльському Моссаду допомогли викрасти українські спецслужби. Це підтвердили деякі свідки, а також повідомив Бі-Бі-Сі голова парламентського комітету з питань національної безпеки і оборони Анатолій Гриценко.
В січні 2012 року партія «Свобода» звинуватила Службу безпеки України в цілодобовому стеженні за членами партії і в зборі інформації про них щодо участі в парламентських виборах 2012 року: «все, чим сьогодні займаються співробітники СБУ в Україні, не має нічого спільного з державними інтересами».
В лютому 2012 року директор Інституту сорбції та проблем ендоекології (ІСПЕ) академік НАН України Володимир Стрєлко заявив, що СБУ підозрює його у витоку за кордон секретної інформації і за допомогою заангажованих співробітників СБУ чинило тиск на нього, як на директора, щоб залякати, ізолювати від інституту і дезорганізувати актуальні роботи по сорбентах для медицини і для вирішення екологічних проблем Чорнобиля. У посольстві США зазначили, що українське Міністерство освіти і науки дало Інституту дозвіл подати ці дослідницькі проекти до США на фінансування, а НАН України фінансує один з них.
В березні 2012 року весь склад Вченої ради Інституту соціології викликали на допит в СБУ. Заступник директора Інститут соціології Євген Головаха прокоментував такі дії: «Такого ще не було у світовій практиці — викликати на допит всю Вчену раду. Можливо, в сталінські часи Вчені ради розстрілювали по ночах, але ось так, викликати на допит в нібито європейській країні у 21 столітті, гадаю, просто неможливо. Хіба що в Північній Кореї. Ця влада упивається своїм всесиллям. Вона натравлюють СБУ на вчених. Чому СБУ? Скажіть, чому не МВС, не прокуратура, чому СБУ? Вони хочуть залякати вчених. Чому цей слідчий з СБУ не прийде та поговорить з вченими? Він хоче насолоджуватися своїм всесиллям та страхом вчених?» Янукович розкритикував такі дії СБУ як непрофесійні.
В травні 2012 року фотокореспондент «Комерсант-Україна» Влад Содель зазначив, що перший заступник Голови СБУ, начальник Головного управління по боротьбі з корупцією та організованою злочинністю Володимир Рокитський носив годинник Breguet Classique Complications модель «Réveil du Tsar Alarm» з білого золота ціною від $32 000 до $38 000, тобто годинник, на який Рокитський мав би працювати цілий рік.
18 січня 2013 року Спецпідрозділ СБУ «Альфа» увірвався в будівлю та заблокував громадську приймальню народного депутата від УДАРу Ярослава Дубневича. На запитання, які процесуальні дії вони проводять, силовики відповіли, що розшукують підприємство, до якого свого часу мав стосунок Дубневич.
В лютому 2013 року Валерій Іващенко, колишній виконувач обов'язків міністра оборона України в уряді Юлії Тимошенко, який отримав політичний притулок у Данії, заявив, що неконтрольована влада прокурорів та СБУ в Україні дедалі більше починає нагадувати Секуритате — Департамент державної безпеки в Румунії часів Чаушеску. «СБУ є державою в державі, яка прямо зловживає своїми повноваженнями для перевірки діяльності інших органів, а то й приватних контрактів».
Відомий журналіст Ігор Лосєв зазначає, що «керувати СБУ призначають людей із біографією, попередньою службою, поглядами, пов'язаними з однією іноземною державою, що й досі не змирилася з незалежним існуванням України. Діяльність СБУ характеризується почерком, успадкованим від ЧК/КГБ СРСР. Підігрування ФСБ Росії супроводжується переслідуванням представників опозиції та громадських активістів, як українських, так і закордонних».
Опозиція в 2013 році неодноразово заявляла, що влада за допомогою СБУ чинить політичні репресії а також стежить за активістами на Майдані.
В грудні 2013 року грузинського журналіста Давіда Какулія, який з кінця листопада висвітлював події у столиці України, не впустили до Києва. Згідно з рішенням Служби безпеки України, йому з 8 грудня 2013 року до 8 грудня 2014 року заборонено в'їзд та журналістська діяльність в Україні. Грузинська телекомпанія «Руставі- 2» вважає, що «заборонивши Давіду Какулія в'їзд в Україну на один рік, українська сторона абсолютно безпідставно завадила журналісту у здійсненні його діяльності».
В січні 2014 року Міністерство культури України повідомило, що лист з погрозами про судові позови щодо позбавлення легального статусу Української греко-католицької церкви було написано за наказом СБУ.
В лютому 2014 року керівники інтернет-асоціацій виступили із заявою і висловили занепокоєння запитами СБУ до провайдерів щодо надання інформації про інтернет-користувачів України. На думку експертів, подібні запити СБУ є «спробою утиску конституційних прав особи на інформацію, свободу слова, яка має ознаки боротьби з інакодумством».
23 лютого 2014 року уповноважений ВР з контролю за діяльністю СБУ Валентин Наливайченко заявив, що керівництво Служби Безпеки України самоусунулось від виконання обов'язків і не виходить на зв'язок.